# 李山
李 山（り さん、1965年 - ）、は洗礼名をヨゼフといい、中華人民共和国のカトリック北京教区現任の大司教である。

## 経歴
1965年3月に中華人民共和国北京市大興県（今の大興区）のカトリック信者の家庭に生まれ、1984年から1989年にかけて北京神哲学院で学び、1989年12月21日に司祭に叙階された。
司教聖別以前は王府井天主堂（東堂）の主任司祭であった。2007年9月21日にカトリック北京教区司教教に聖別され、2001年12月24日に逝去した北京教区の正規の司教である裴尚徳と、2007年4月20日に逝去した北京教区の政府公認教会の司教である傅鉄山を引き継いだ。バチカンは彼の任命に対し「肯定の表明」をした。着任後は、積極的に北京教区を整理を進めた。現在は宣武門天主堂（南堂）に居住している。
彼は教皇庁の許可を得て叙階された司教であるが、中国共産党及び中国天主教愛国会と妥協する傾向があるために批判を受けている。

## 「一団一会」との関係
2009年6月12日、李山司教は北京市天主教愛国会主席、天主教教務委員会主席に当選した。2010年12月9日には、中国天主教主教団副主席に当選した。